# Monteros

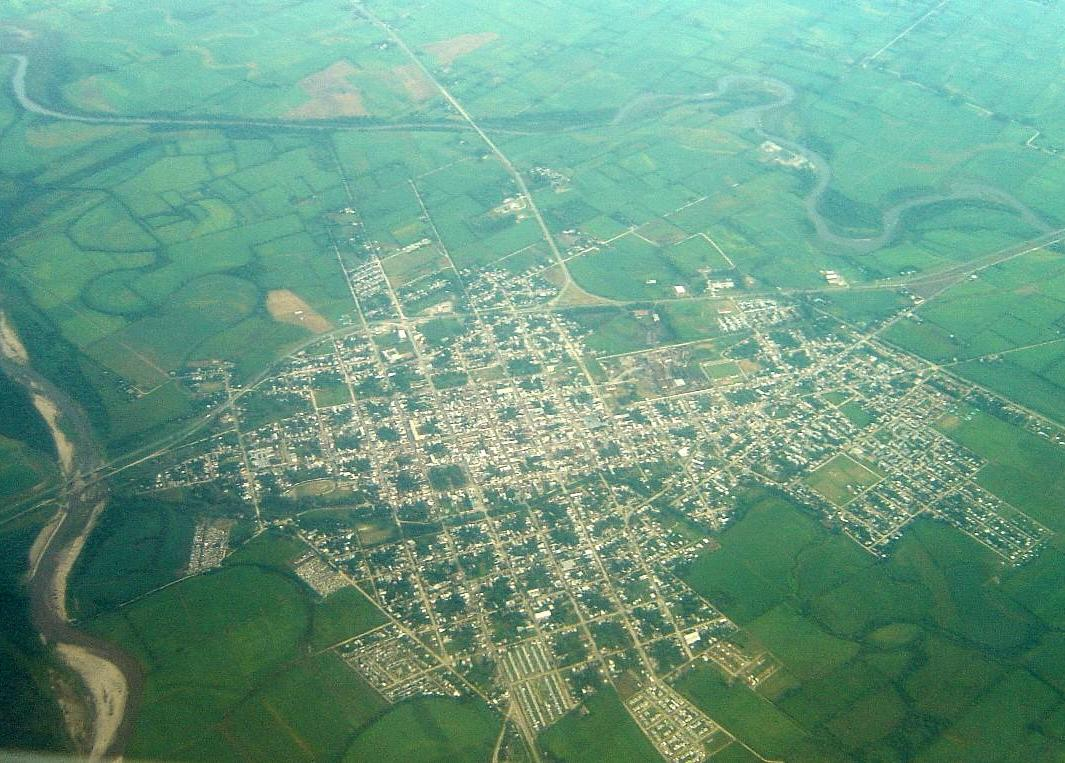
Luftbild von Monteros

Monteros ist die Hauptstadt des gleichnamigen Departamento Monteros in der Provinz Tucumán im Nordwesten Argentiniens. Sie liegt auf einer Höhe von 532 Metern, umgeben von vier Flüssen und hat 23.274 Einwohner (2010, INDEC). Die Einwohner von Monteros werden allgemein „Monterizos“ genannt.
Monteros liegt 53 Kilometer südwestlich von der Provinzhauptstadt San Miguel de Tucumán. In der Nähe von Monteros befindet sich die Gemeinde Acheral, die als Tor zu den Valles Calchaquíes gilt.

## Klima
Die Durchschnittstemperatur im Sommer beträgt 35 Grad Celsius und im Winter 10 Grad Celsius mit Temperaturspitzen von 45 Grad Celsius und −3 Grad Celsius.

## Geschichte

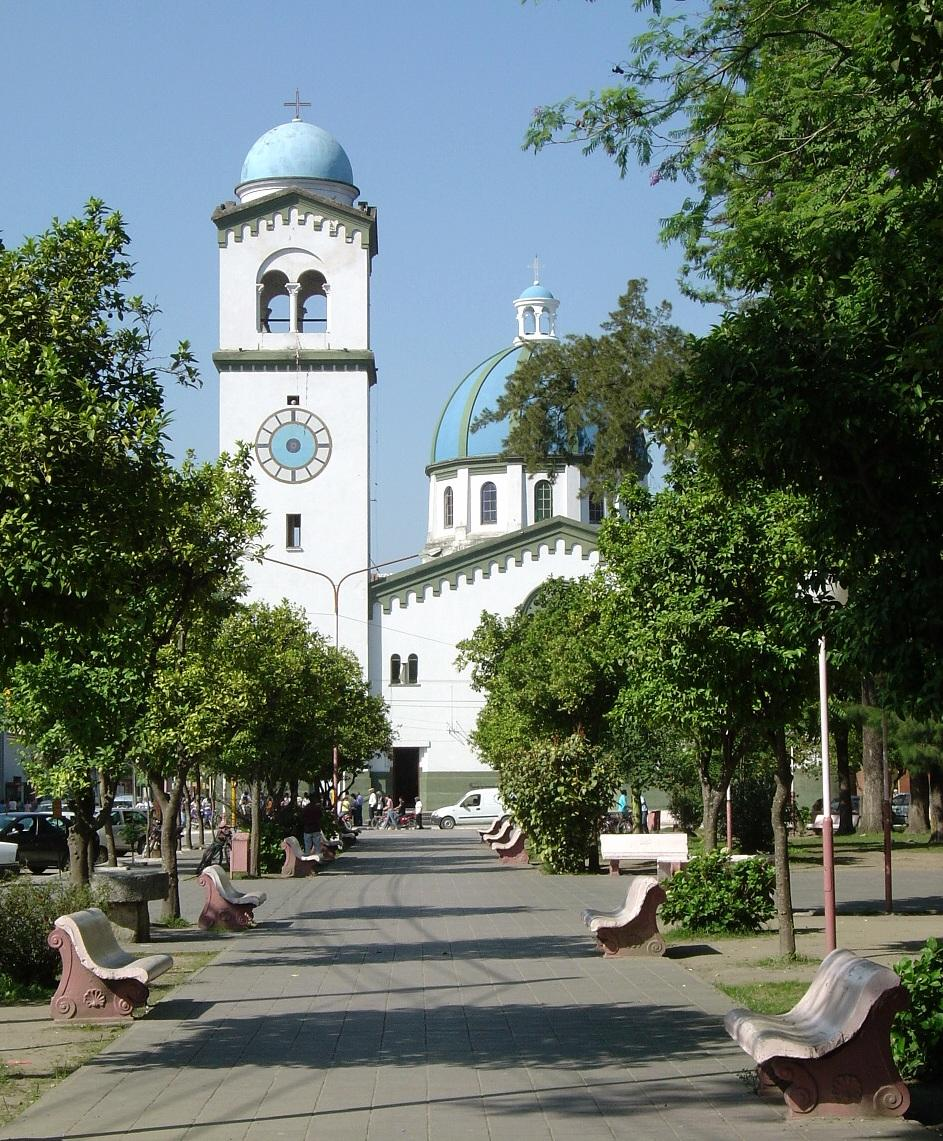
Hauptplatz mit Iglesia Nuestra Señora del Rosario

Monteros wurde 1754 gegründet und erhielt 1868 die Stadtrechte. Motor der städtischen Entwicklung war der Anbau des Zuckerrohrs. 1925 zählte Monteros 5.000 Einwohner, verfügte über gepflasterte Straßen, einen Bahnhof, Banken, Post, Telegrafenamt und eine Bibliothek mit 4.500 Bänden.

## Wirtschaft
Der Pfeiler der heimischen Wirtschaft ist die Zuckerindustrie. Das Ingenio Ñuñorco, gegründet 1926, ist der wichtigste Industriebetrieb der Stadt. Die Zone um Monteros widmet sich dem Anbau von Zuckerrohr, Zitronen, Heidelbeeren, Erdbeeren sowie der Kartoffel.

## Kultur
Monteros ist in Argentinien bekannt als La Fortaleza del folkóre (Festung der Folkore) und als Capital Nacional de la Poesía (Nationale Hauptstadt der Poesie).
Monteros erwarb sich den Ruf einer kulturell aufgeschlossenen Stadt und brachte Schriftsteller wie Maximiliano Márquez Alurralde, Manuel Aldonate und Julio Ardiles Gray hervor. Zum intellektuellen Zentrum entwickelte sich ab 1940 die Bibliothek Mitre, eine Einrichtung des Club Social Monteros.
1945 wurde die Tageszeitung Tucumanía durch J. Dionisio Campos und Silvio Manservigi gegründet.

## Sport
- Volleyball: Der Club Social Monteros wurde argentinischer Meister im Volleyball.
- Fußball: Der Club Atlético Ñuñorco gilt als der beste Fußballverein der Stadt. Sein Name erinnert an den gleichnamigen Berg, der vom Ort aus sichtbar ist.